# Klaksvík
Klaksvík (tiếng Đan Mạch: Klaksvig) là đô thị lớn thứ hai của Quần đảo Faroe. Đô thị này nằm trên đảo Borðoy, đó là một trong những hòn đảo ở phía Đông bắc quần đảo và được gọi chung là nhóm đảo Norðoyar (Bắc đảo).

## Lịch sử
Khu định cư đầu tiên tại Klaksvík là của những người Viking, nhưng chỉ đến thế kỷ 20 khi các làng sáp nhập để tạo thành một đô thị hiện đại, một trung tâm văn hóa và thương mại đối với các đảo Bắc và toàn thể quần đảo Faroe.
Klaksvik nằm giữa hai đỉnh lõm của hai vịnh hẹp quay lưng vào nhau, đô thị này có vị trí quan trọng như là hải cảng tự nhiên quy mô nhất của quốc gia cho ngành công nghiệp đánh bắt cá và chế biến hải sản, đưa Klaksvik trở thành trung tâm khai thác thủy sản lớn nhất quốc gia. Ban đầu, tại Klaksvík chỉ có bốn trang trại, sau đó phát triển thành bốn làng là Vágur, Myrkjanoyri, Gerðar và Uppsalar, cuối cùng sáp nhập để hình thành thị trấn Klaksvík vào năm 1938.
Nhà máy bia Föroya Bjór tại Klaksvík là một nhà máy bia của gia đình Faroe, được thành lập vào năm 1888. Kể từ tháng 8 năm 2007, khi Restorffs Bryggjarí rời bỏ hoạt động kinh doanh, Föroya Bjór chỉ còn là một nhà máy sản xuất có bia nước giải khát cung ứng trong Quần đảo Faroe.
Một bước ngoặt lớn cho Klaksvik là việc mở đường hầm Norðoyatunnilin vào tháng 4 năm 2006, là đường hầm kết nối Klaksvik với phần còn lại của quần đảo Faroe tại Leirvik. Một khu công nghiệp mới nằm bên lối vào đường hầm đã được hình thành.
Klaksvík là nơi có Summarfestivalurin, lễ hội âm nhạc lớn nhất quần đảo Faroe.

## Giao thông vận tải
Klaksvík từng là một thị trấn bị cô lập cho đến khi Norðoyatunnilin được mở vào năm 2006. Một dịch vụ xe buýt thường xuyên liên kết từ đô thị này đến Tórshavn, trong khi các dịch vụ nhỏ hơn hoạt động tại Fuglafjørður, Kunoy và Viðareiði. Ngoài ra, đô thị cũng kết nói với đảo Kalsoy bằng một bến phà. Kể từ năm 2014, một chiếc xe buýt tại đô thị này kết nối các bộ phận ở xa với trung tâm, cùng với những dịch vụ taxi bổ sung.

## Thể thao
Tại đây có đội bóng KÍ Klaksvík đang thi đấu ở Giải vô địch bóng đá Quần đảo Faroe.

## Thành phố kết nghĩa
- - Sisimiut, Greenland
- - Kópavogur, Iceland
- - Trondheim, Na Uy
- - Norrköping, Thụy Điển
- - Tampere, Phần Lan
- - Odense, Đan Mạch

### Trước đây
- - Wick, Caithness, Scotland[2]